# دليلة إس. دوسن
دليلة إس. دوسن (بالإنجليزية: Delilah S. Dawson)‏ (21 أكتوبر 1977، روزويل في الولايات المتحدة)؛ كاتبة للأطفال وروائية أمريكية.